# BioMed Central
BioMed Central（BMC）は、英国を拠点とする営利目的の科学的オープンアクセス出版社であり、250を超える科学雑誌を発行している。そのすべてのジャーナルはオンラインでのみ公開されている。BioMed Centralは、自身を最初で最大のオープンアクセス科学出版社と表現している。2000年に設立され、2008年からSpringer（現在はSpringer Nature）が所有している。

## 歴史
BioMed Centralは、科学出版社の設立を目的としてCurrent Science Group（現在はScience Navigation Group、SNG）の一部として2000年に設立された。SNG会長のビテック・トラクツが、この会社のコンセプトを開発した。これは、NIH所長のHarold VarmusによるPubMed Cetralのオープンアクセス出版という概念が縮小した後のことである。会社の最初の取締役はJan　Velteropである。 Chemistry Centralは2006年に設立され、 PhysMath Centralジャーナルは2007年に出版された。
2002年、同社は論文掲載料を導入し 、それ以来、これらが主要な収入源となっている。 2007年、イェール大学図書館は、イェール研究者に対するBioMed Centralの論文掲載料への助成を停止した。
2008年10月、BioMed Central（Chemistry CentralおよびPhysMath Centralと共に）が、2番目に大きいSTMパブリッシャーであるSpringer Science + BusinessMediaに買収されたことが発表された。その後、Chemistry CentralおよびPhysMath Centralのブランドは廃止された。
2008年11月、BioMed CentralはHealthcare Information For Allの公式サポート組織になった。

## ジャーナル
BioMed Centralの主力ジャーナルには、 BMC Biology 、 BMC Medicine 、 Genome Biology 、 Genome Medicineが含まれる。また、生物学と医学の分野をカバーするBMCシリーズのジャーナルも作成している。BioMed Centralによって発行された他のジャーナルのほとんどは、学会や学術編集委員会によって独立して所有および作成されており、BioMed Centralはホスティング、発行プラットフォーム、およびマーケティングを提供している。
すべてのジャーナルは、現在ではオンラインによって公開されている。ただし、Arthritis Research＆Therapyなどのいくつかの主要ジャーナルでは、過去には印刷版の購読もできた。 BioMed Centralジャーナルの出版物は、出版されるとすぐに、出版物を再利用して派生物を作成する許可を与えるクリエイティブコモンズの「帰属」ライセンスの下でリリースされる。2010年現在、これに対する唯一の例外は、レビューと解説の内容に関する権利を留保した主力ジャーナルでした。これらの記事は、サブスクリプションまたはペイパービューベースで購入でき、6か月後にすべての人が自由に利用できるようになった（ただし、完全にオープンアクセスではない）。ただし、2015年1月現在、「これらのジャーナルまたはジャーナルに掲載された記事には購読料は適用されません」という注記がある。

### オープンピアレビュー
2001年、BioMed Centralは、BMCシリーズのすべての医学雑誌の「出版前の履歴（pre-publication history）」の一部として、記事と一緒に名前付きの査読者レポートを公開する、デフォルトで公開査読を実施した最初の出版社であった。現在、70のBMCジャーナルが完全にオープンなピアレビューを運営している。

### BMCシリーズ
BMCシリーズは、BioMed Centralによって発行された数十のオンライン研究ジャーナルのコレクションである。他のすべてのBioMed Centralジャーナルと同様に、発行する研究記事へのオープンアクセスのポリシーがある。それらの間で、それらは生物学と医学のすべての主要な主題分野をカバーしている。 BMC BiologyとBMC Medicineの2つのジャーナルは幅広い範囲を持ち、特に重要な研究を発表することを目的としている。 3番目のジャーナルであるBMC Research Notesは、すべての科学的および臨床的分野にわたる完全な研究または方法論の記事とは見なされない科学的に有効な研究成果を公開している。一方、 BMC Proceedingsは会議議事録を公開している。他のジャーナルは特定の主題分野を専門としている。ライセンスが無料であるため、BMCジャーナルの画像は他の場所で再利用できる。
- BMC Biochemistry
- BMC Bioinformatics
- BMC Biology
- BMC Biomedical Engineering
- BMC Biophysics
- BMC Biotechnology
- BMC Cancer
- BMC Cardiovascular Disorders
- BMC Chemical Engineering
- BMC Chemistry
- BMC Clinical Pathology
- BMC Complementary and Alternative Medicine
- BMC Dermatology
- BMC Developmental Biology
- BMC Ear, Nose and Throat Disorders
- BMC Ecology
- BMC Emergency Medicine
- BMC Endocrine Disorders
- BMC Energy
- BMC Evolutionary Biology
- BMC Family Practice
- BMC Gastroenterology
- BMC Genetics
- BMC Genomics
- BMC Geriatrics
- BMC Health Services Research
- BMC Hematology
- BMC Immunology
- BMC Infectious Diseases
- BMC International Health and Human Rights
- BMC Materials
- BMC Mechanical Engineering
- BMC Medical Education
- BMC Medical Ethics
- BMC Medical Genetics
- BMC Medical Genomics
- BMC Medical Imaging
- BMC Medical Informatics and Decision Making
- BMC Medical Research Methodology
- BMC Medicine
- BMC Microbiology
- BMC Molecular Biology
- BMC Molecular Cancer
- BMC Molecular and Cell Biology
- BMC Movement Ecology
- BMC Musculoskeletal Disorders
- BMC Nephrology
- BMC Neurology
- BMC Neuroscience
- BMC Nursing
- BMC Nutrition
- BMC Obesity
- BMC Ophthalmology
- BMC Oral Health
- BMC Palliative Care
- BMC Pediatrics
- BMC Pharmacology and Toxicology
- BMC Physiology
- BMC Plant Biology
- BMC Pregnancy and Childbirth
- BMC Proceedings
- BMC Psychiatry
- BMC Psychology
- BMC Public Health
- BMC Pulmonary Medicine
- BMC Research Notes
- BMC Rheumatology
- BMC Sports Science, Medicine and Rehabilitation
- BMC Structural Biology
- BMC Surgery
- BMC Systems Biology
- BMC Urology
- BMC Veterinary Research
- BMC Women's Health
- BMC Zoology

ほとんどのBMCシリーズジャーナルにはインパクトファクター（IF）がついている。2016年の53冊の全雑誌の中では、BMC Biologyにつけられた7.98が最大のIFであった。

## データベース
同社はまた、臨床試験のデータベースであるCurrent Controlled Trialsを含む生物医学データベースをホストしている。生物学画像ライブラリと症例報告のデータベースである症例データベース は、2014年に閉鎖されました。  同社はまた、 Open RepositoryというブランドでDSpaceプラットフォームに基づく出版物の機関リポジトリのホスティングを提供した。Open Repositoryアクティビティは2016年にAtmireに売却された。

## 引用文献
1. ↑  “Interview with Vitek Tracz: Essential for Science”.   Infotoday.com. 2012年3月15日閲覧。
2. ↑  Quint (2002年1月7日). “BioMed Central Begins Charging Authors and Their Institutions for Article Publishing”. Information Today. 2018年2月1日閲覧。
3. ↑  “Yale Libraries Pull Out of BioMed Central Over Cost of Publication” (英語). The Chronicle of Higher Education. (2007年8月9日). ISSN 0009-5982 2019年2月27日閲覧。
4. ↑  Suber (2008年10月7日). “Peter Suber, Open Access News”.   Earlham.edu. 2012年3月15日閲覧。
5. ↑  “HIFA Supporting Organisations”.   HIFA2015. 2014年12月8日時点のオリジナルよりアーカイブ。2014年12月8日閲覧。
6. ↑  “Access to articles”. BioMed Central. 2015年11月15日閲覧。
7. ↑  “Open Peer Review, BMC Group” (英語). ReimagineReview. 2020年2月10日閲覧。
8. ↑  “The BMC-series journals”.   BioMed Central. 2012年9月11日閲覧。
9. ↑  Krüger, Dirk; Marshall, Diana M (14 February 2017). “Bite-size research: BMC Research Notes goes back to its roots.”. BMC Research Notes 10 (1):  95. doi:10.1186/s13104-017-2418-y. PMC 5307640. PMID 28193243.
10. ↑  “8. Do BioMed Central journals have Impact Factors and are they citation tracked?”. BioMed Central. 2016年10月30日時点のオリジナルよりアーカイブ。2018年1月8日閲覧。
11. ↑  “Current Controlled Trials - Clinical Trial Search. ISRCTN numbering scheme. Database of Clinical Trials”.   Controlled-trials.com. 2012年3月15日閲覧。
12. ↑  “Home Page”. Cases Database. 2014年2月15日閲覧。
13. ↑  http://casesdatabase.com/, Notice of Closure, July, 2014, accessed 2015-04-06
14. ↑  “Home”.   Open Repository. 2012年3月15日閲覧。
15. ↑  “Atmire acquires Open Repository”. Library Technology Guides. (2016-08-01).